# Mammillaria
Genre
Classification phylogénétique
Mammillaria est un genre majeur de la famille des Cactaceae. Il est composé d'environ 180 espèces.

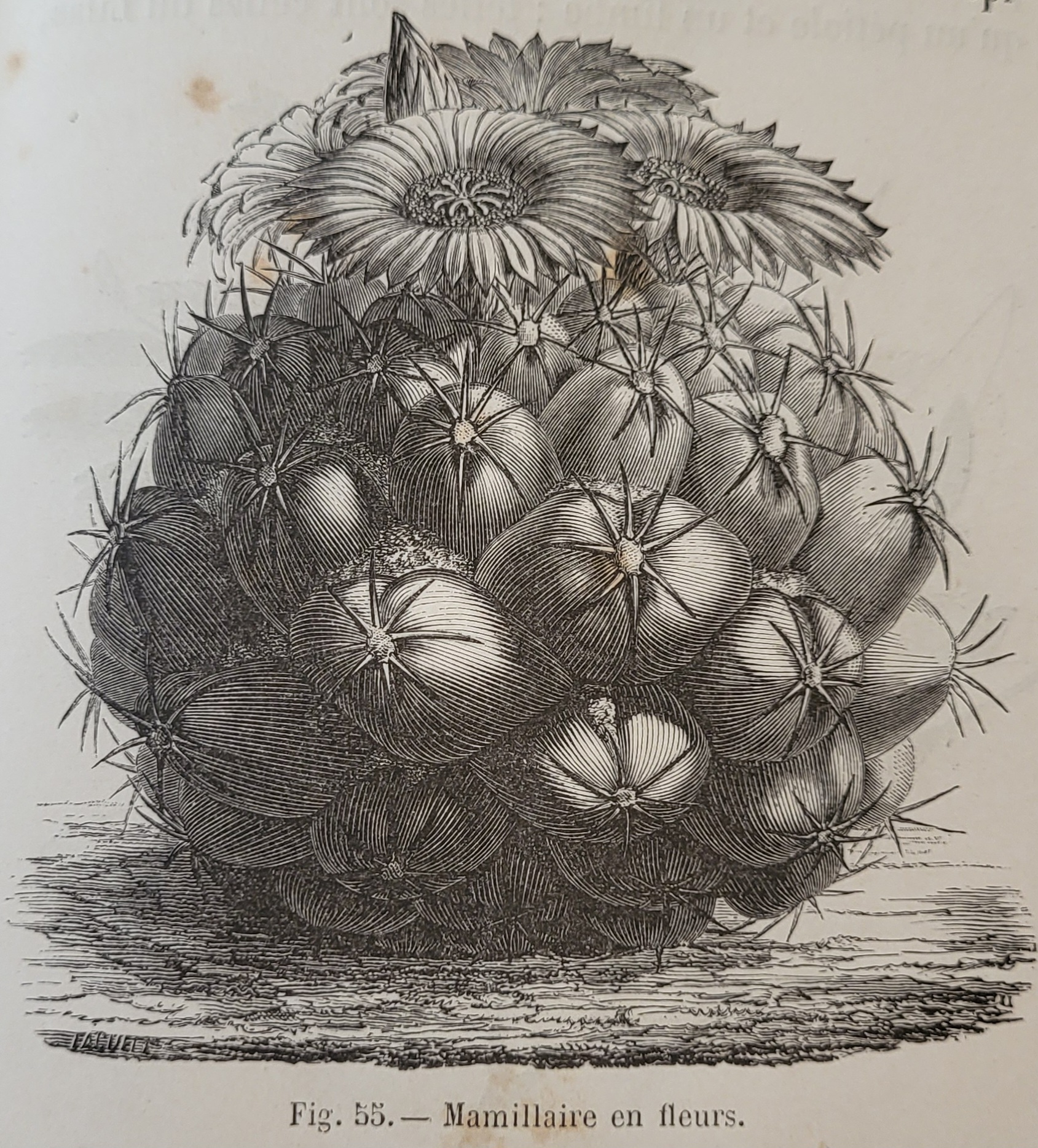
Illustration de Mammillaire (1876)

Ces espèces de cactus sont le plus souvent originaires du Mexique et du sud des États-Unis, certaines proviennent des Antilles, des Bahamas, de Cuba, du Guatemala, du Nicaragua, de Porto Rico, de la République Dominicaine, de Trinidad et Tobago et enfin du Venezuela.

## Historique

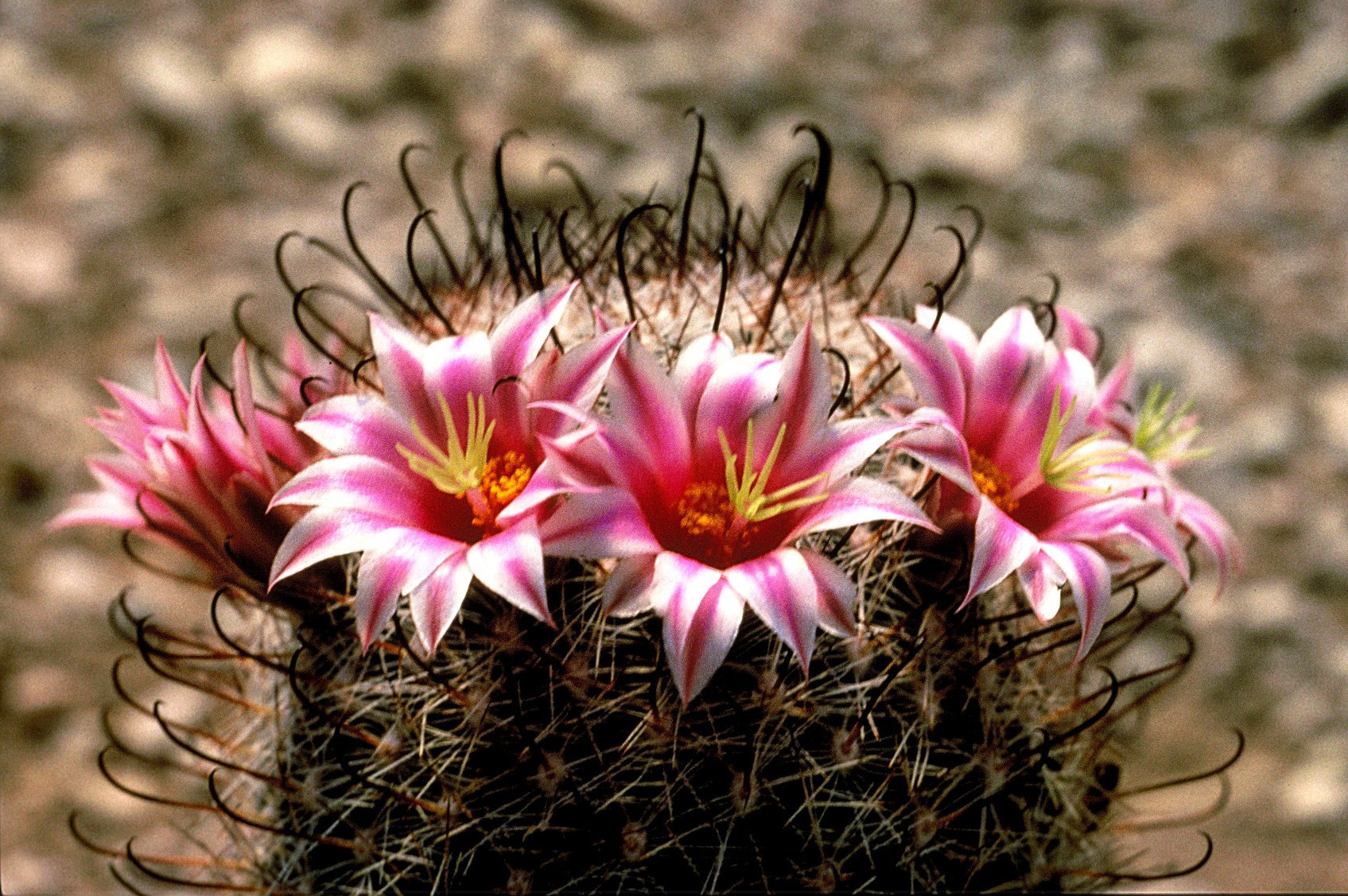
Exemple d'un « cactus hameçon »

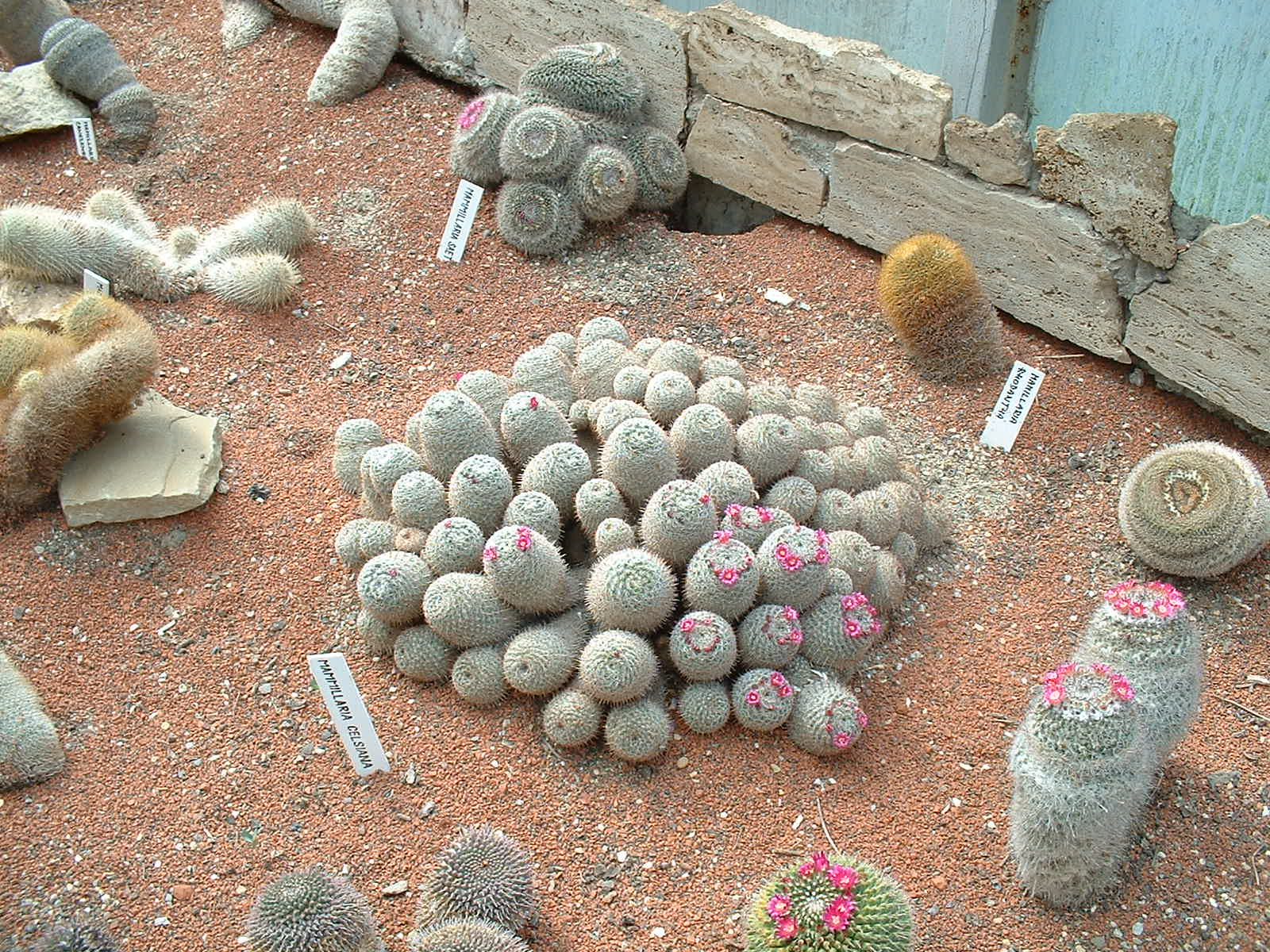
Espèces de mammillarias, avec au centre Mammillaria celsiana

C'est en 1812 que le botaniste spécialisé en cactus Adrian Haworth décrit le genre Mammillaria en tant que tel. L'espèce-type est Mammillaria mammillaris (L.) H.Karst. (que Haworth avait nommé à tort Mammillaria simplex).
La première description de Mammillaria mammillaris a été faite en 1753 par Carl von Linné en tant que Cactus mamillaris.
Le nom vient du latin « mamilla », c'est-à-dire « mamelle », en raison de la forme des tubercules des espèces composant ce genre.
Ses espèces sont parfois appelées « cactus hameçon » en raison de la forme recourbée des épines de certaines d'entre elles, ou encore « cactus pelote » en raison de l'apparence générale un peu laineuse.

## Culture
Les Mammillaria sont appréciées des amateurs en raison de leurs fleurs et de leurs épines de couleurs et de formes variées. La plupart sont faciles à cultiver et à faire fleurir.
Plusieurs espèces, telles que Mammillaria zeilmanniana sont menacées dans leur habitat naturel en raison de la destruction de leur milieu et de cueillettes excessives. Alors qu'on les trouve souvent en culture.

## Description
La caractéristique essentielle est le développement des aréoles en deux parties :
- Le sommet de l'aréole porte des aiguillons, souvent recourbés en forme d'hameçon.
- La base de l'aréole est toujours sans aiguillon, mais peut porter des filaments laineux. C'est elle qui porte aussi les fleurs et les fruits et des rejets sur certaines espèces qui donne une apparence d'ensemble buissonnante.

Les plantes sont en général de forme sphérique ou cylindriques. Elles sont de petite taille : de 1 à 20 cm de diamètre et de 1 à 40 cm de haut. Selon les espèces, elles présentent un sujet unique ou sont buissonnantes, jusqu'à une centaine de rejets.
Les fleurs en forme d'entonnoir, mesurent de 7 à 40 mm, de couleurs variées, blanches, jaunes, orange clair, rose ou rouge. Avec souvent des bandes radiales plus sombre.
Les fruits sont des baies souvent de couleur rouge et de formes allongées. Les graines sont noires ou marron de 0,5 à 3 mm.
La dispersion des graines se fait principalement par myrmécochorie ou saurocochorie.

## Taxonomie

### Hiérarchie supragénérique

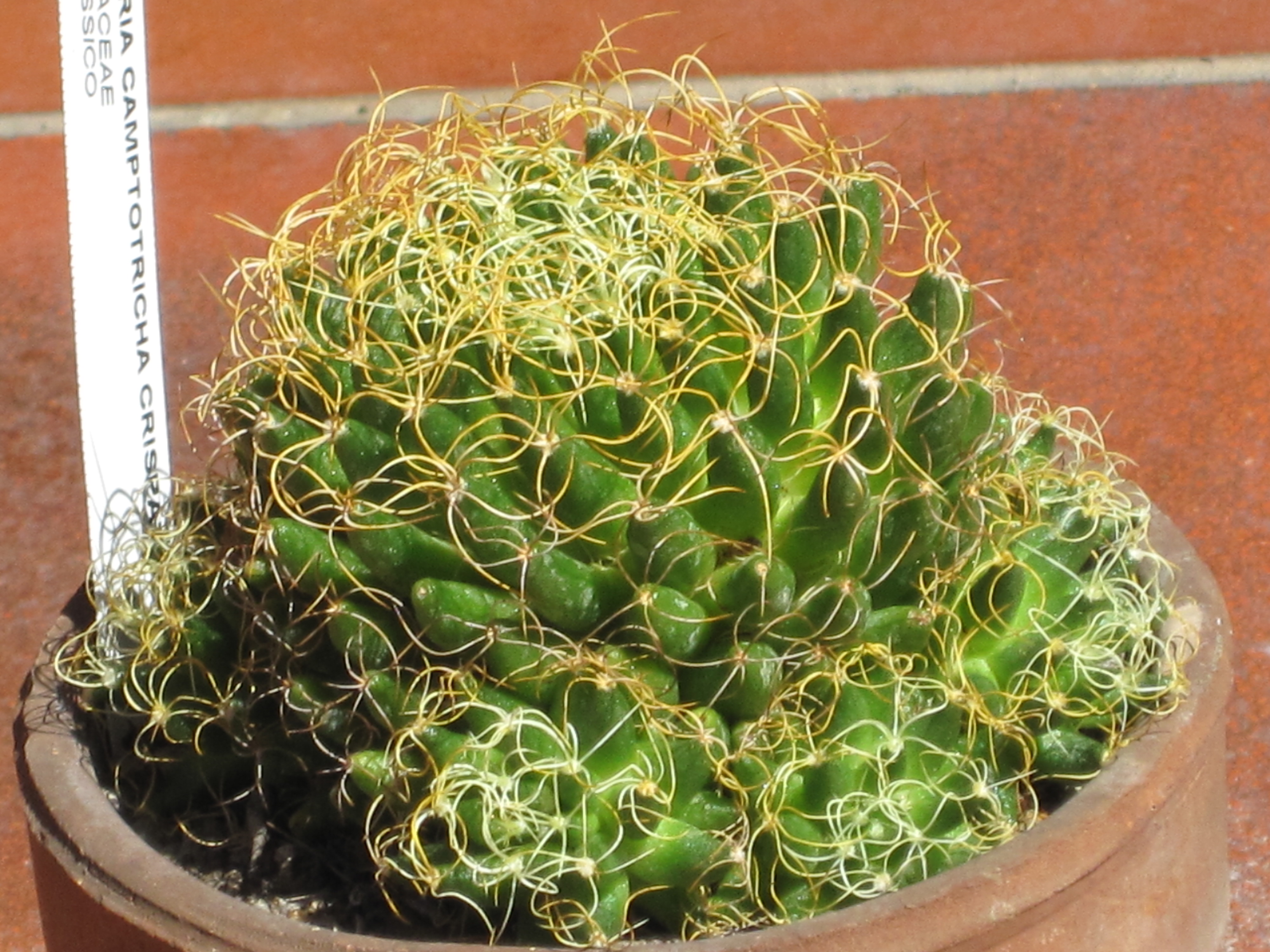
Mammillaria decipiens var. crispata

Le genre Mammillaria est placé dans la tribu des Cacteae dans plusieurs classifications, notamment la classification phylogénétique.

### Hiérarchie infragénérique
Le genre Mammillaria a compté jusqu'à 500 espèces, se différenciant parfois par des critères mineurs.
La tendance a été de réduire ce nombre qui a été ramené à moins de 200. Les genres Coryphantha, Ariocarpus, Escobaria et Mammilloydia en ont été extraits.
À l'inverse, les genres Dolichothele, Mammillopsis, Krainzia ont été intégrés à Mammillaria.
Enfin certaines espèces ont été abaissées au rang de sous-espèces.
Les séquençages d'ADN en cours vont permettre d'y voir plus clair.

## Liste d'espèces
- Mammillaria albicoma Boed.
- Mammillaria albiflora Backeb.
- Mammillaria albilanata Backeb.
- Mammillaria angelensis R.T.Craig

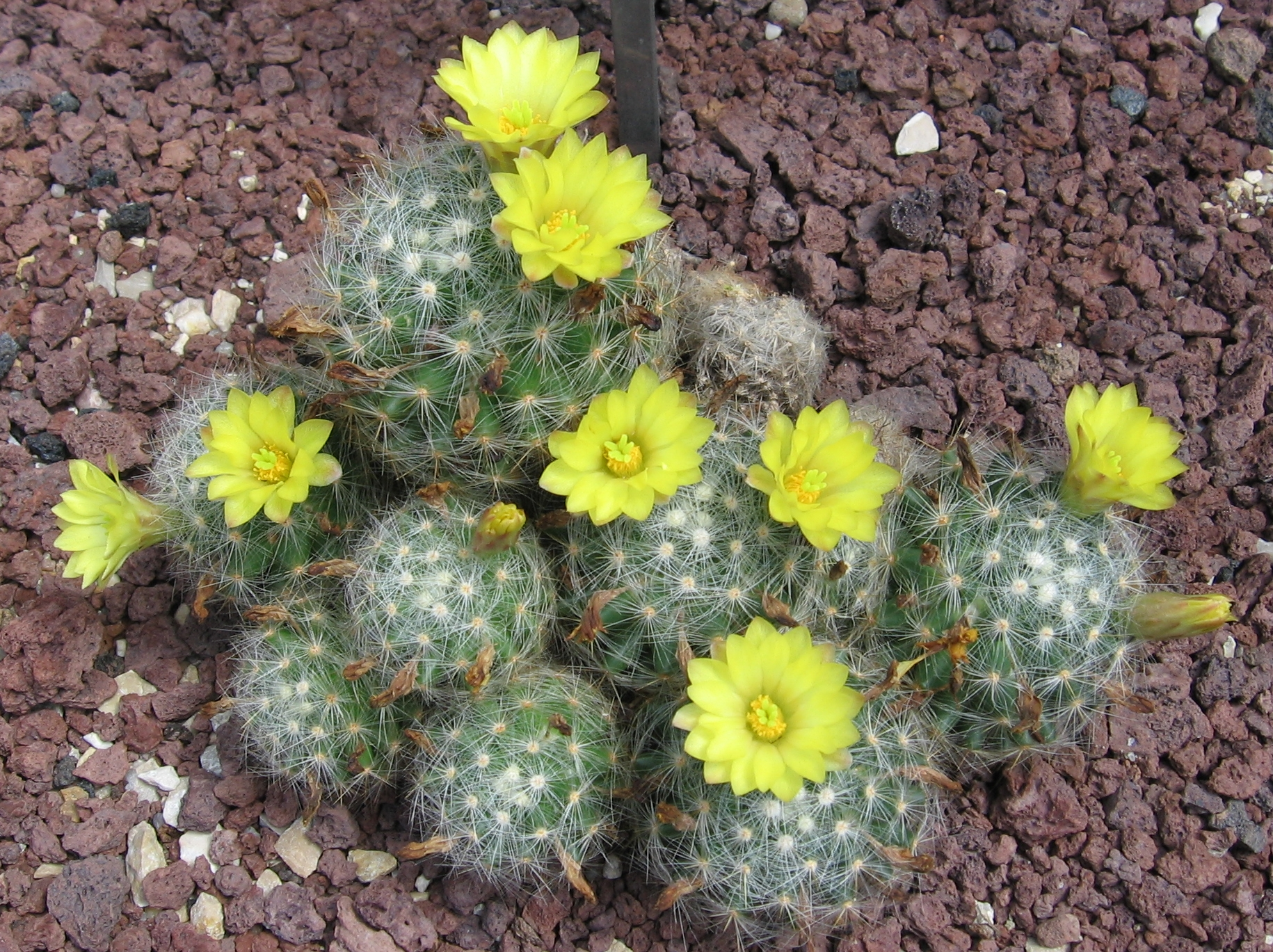
Mammillaria baumii

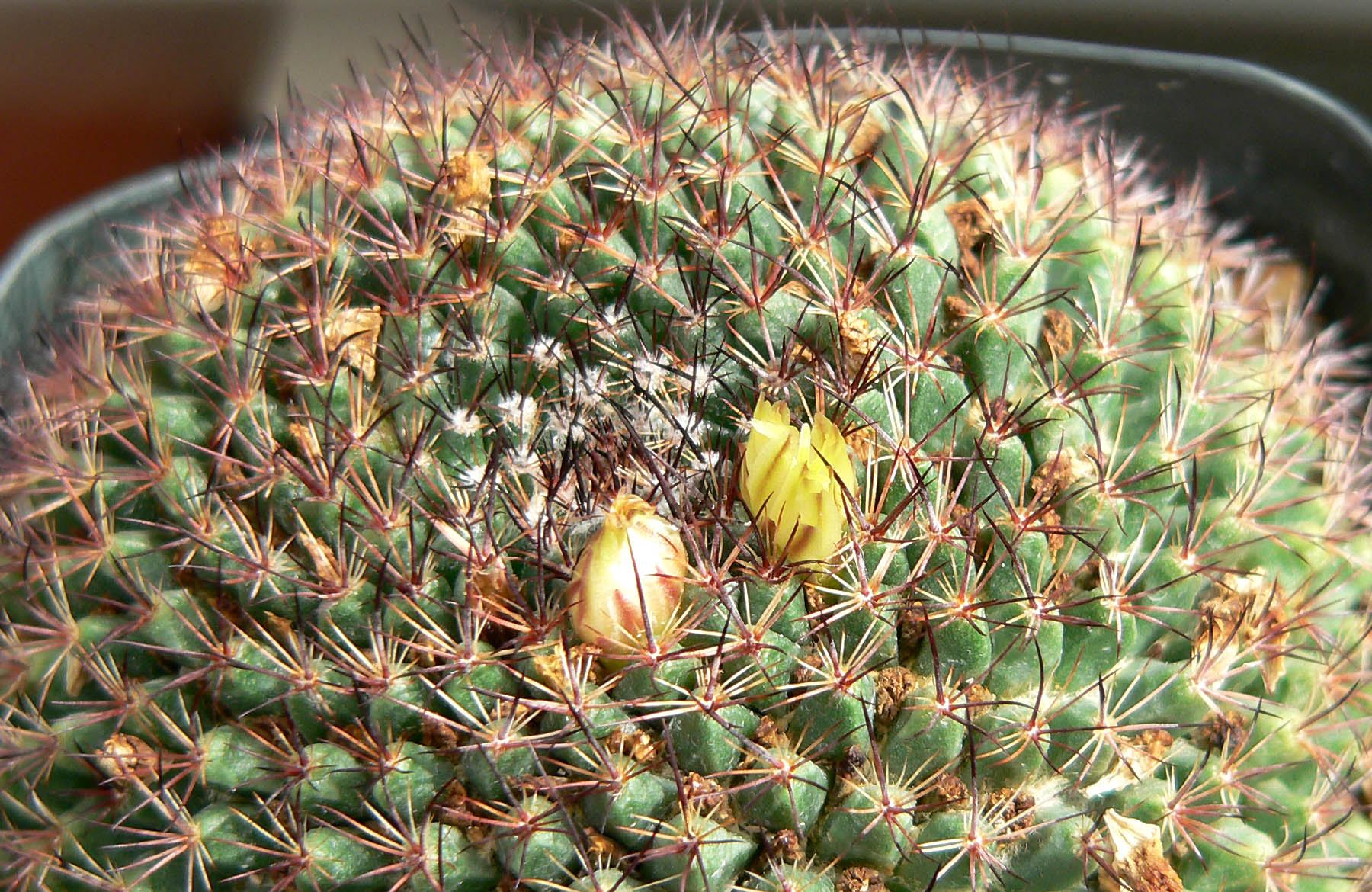
Mammillaria dawsonii

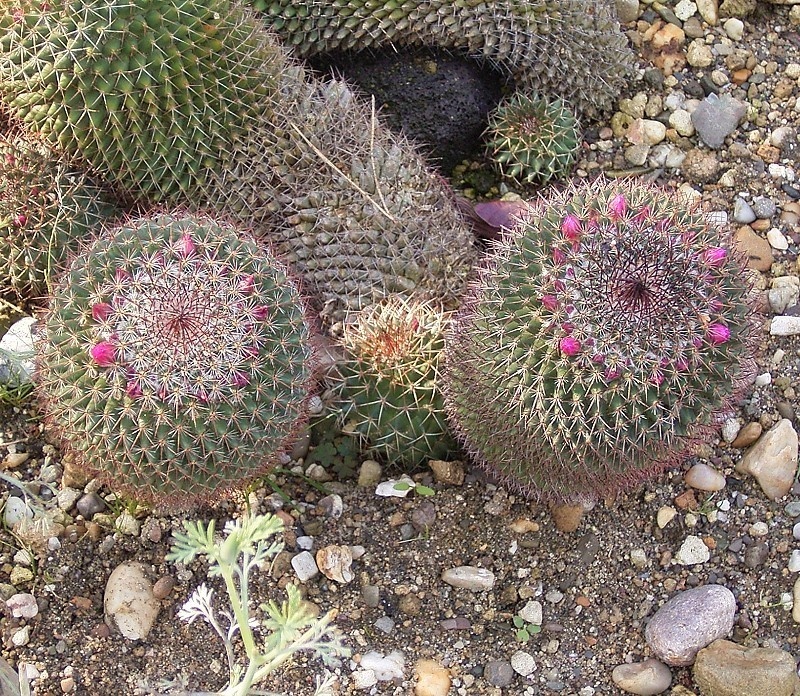
Mammillaria carnea

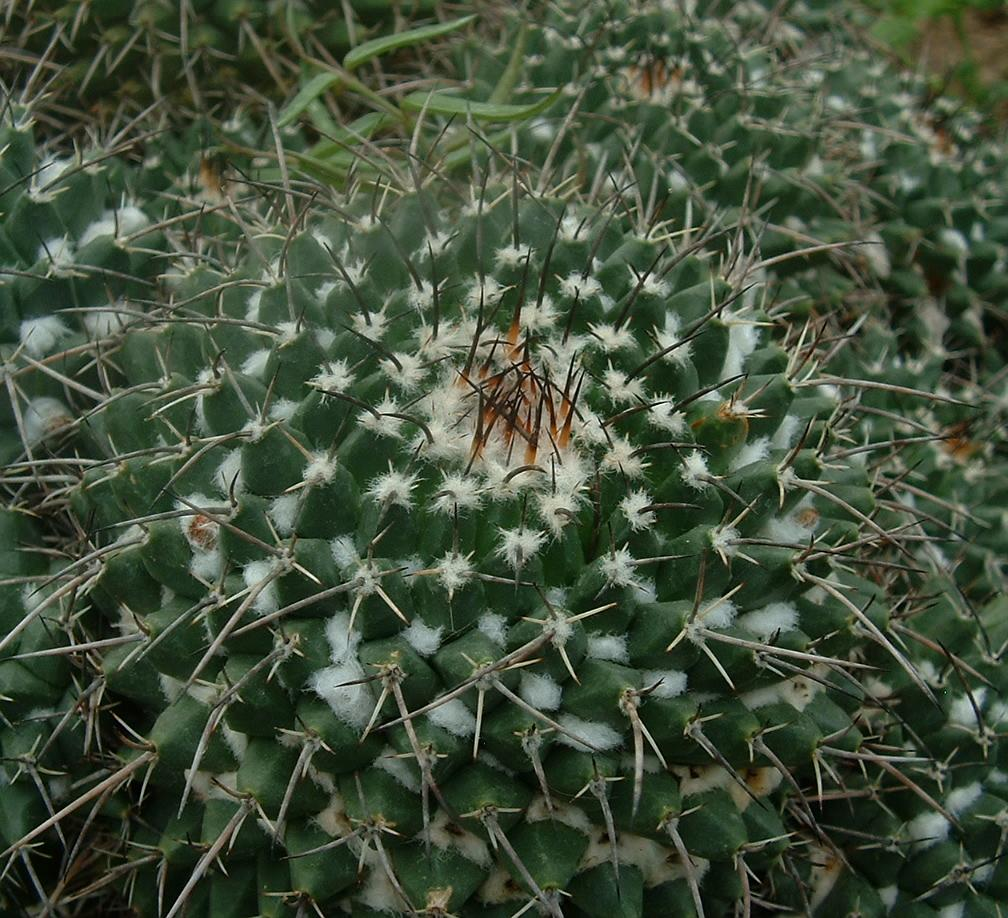
Mammillaria crocidata

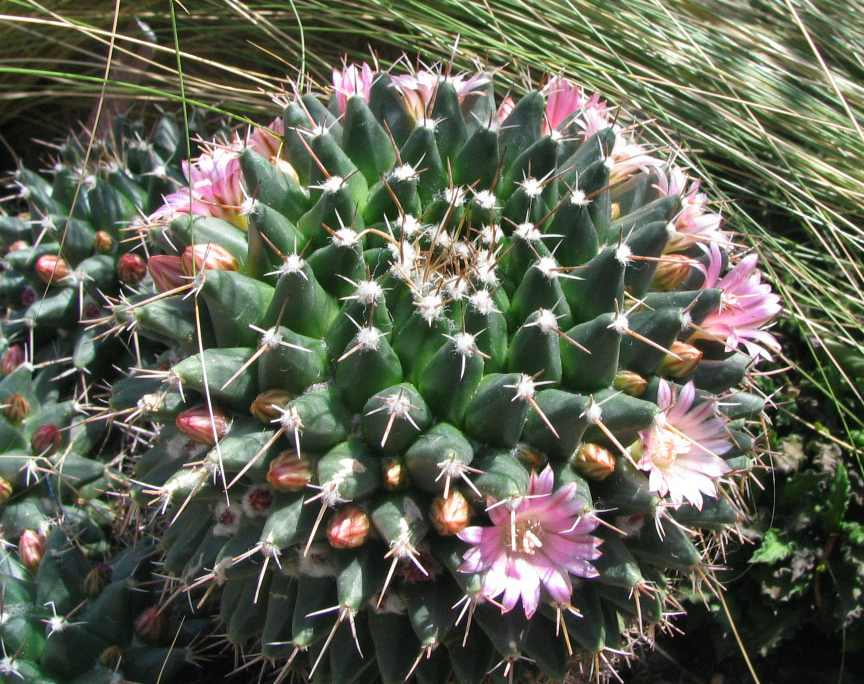
Mammillaria gigantea

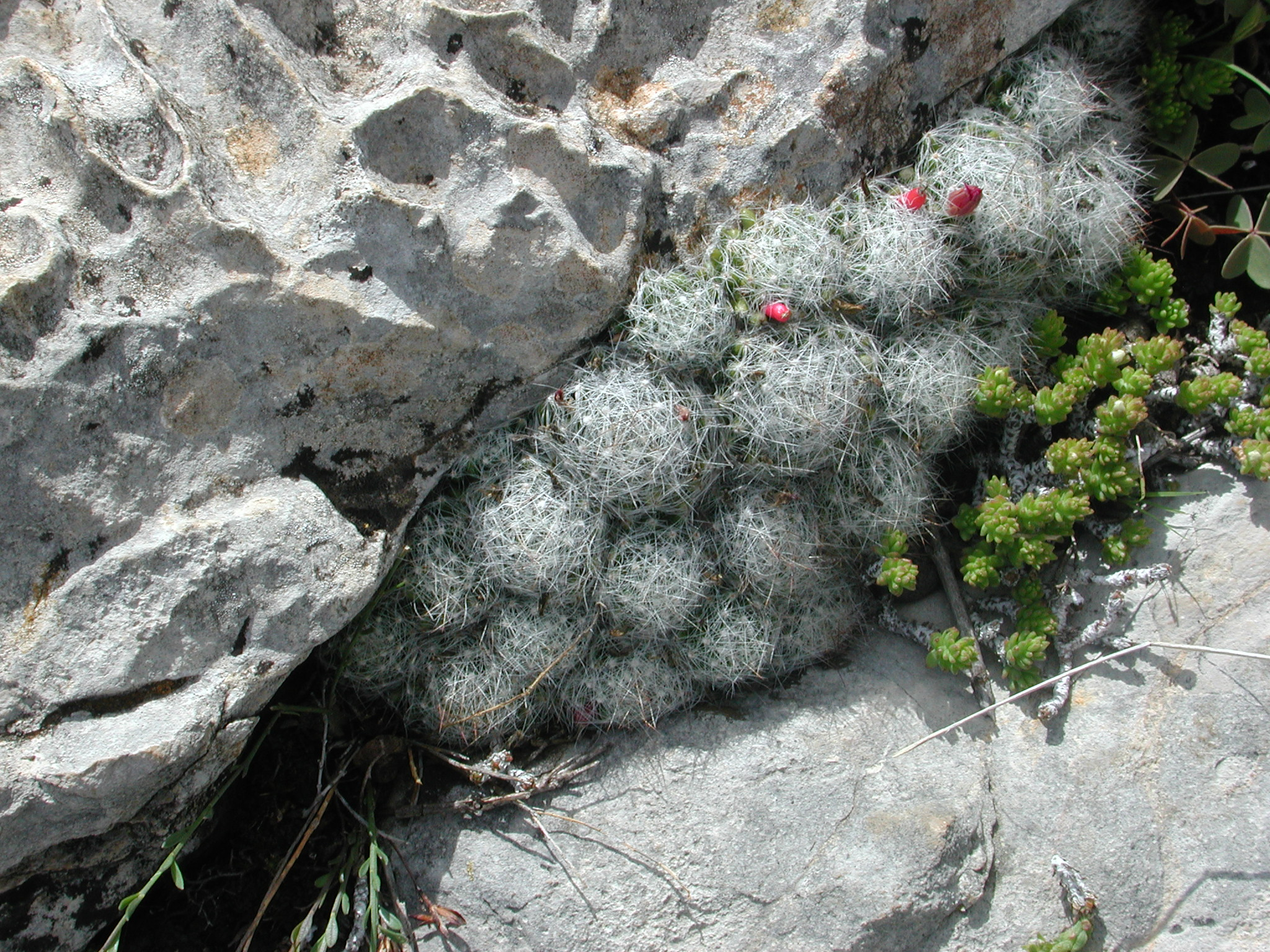
Mammillaria kraehenbuehlii

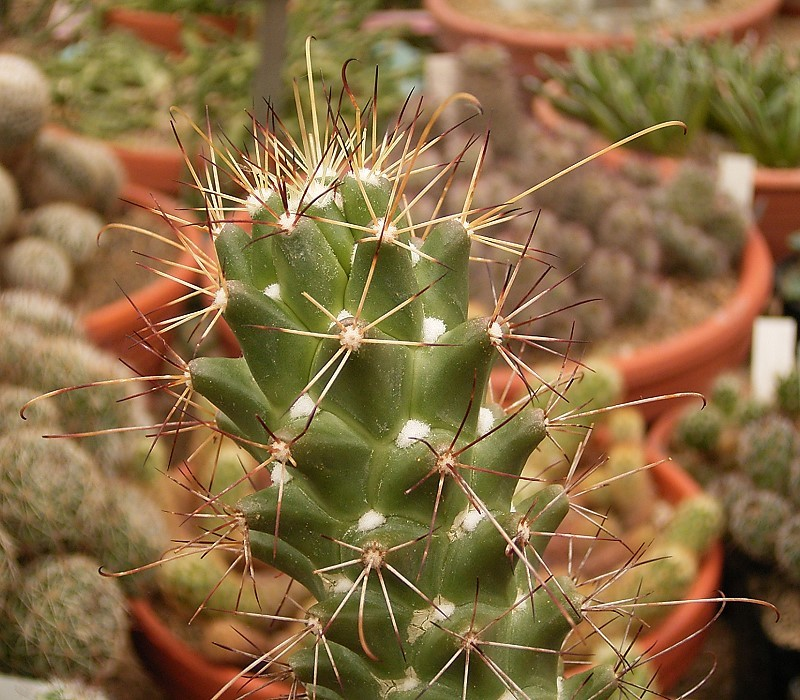
Mammillaria poselgeri

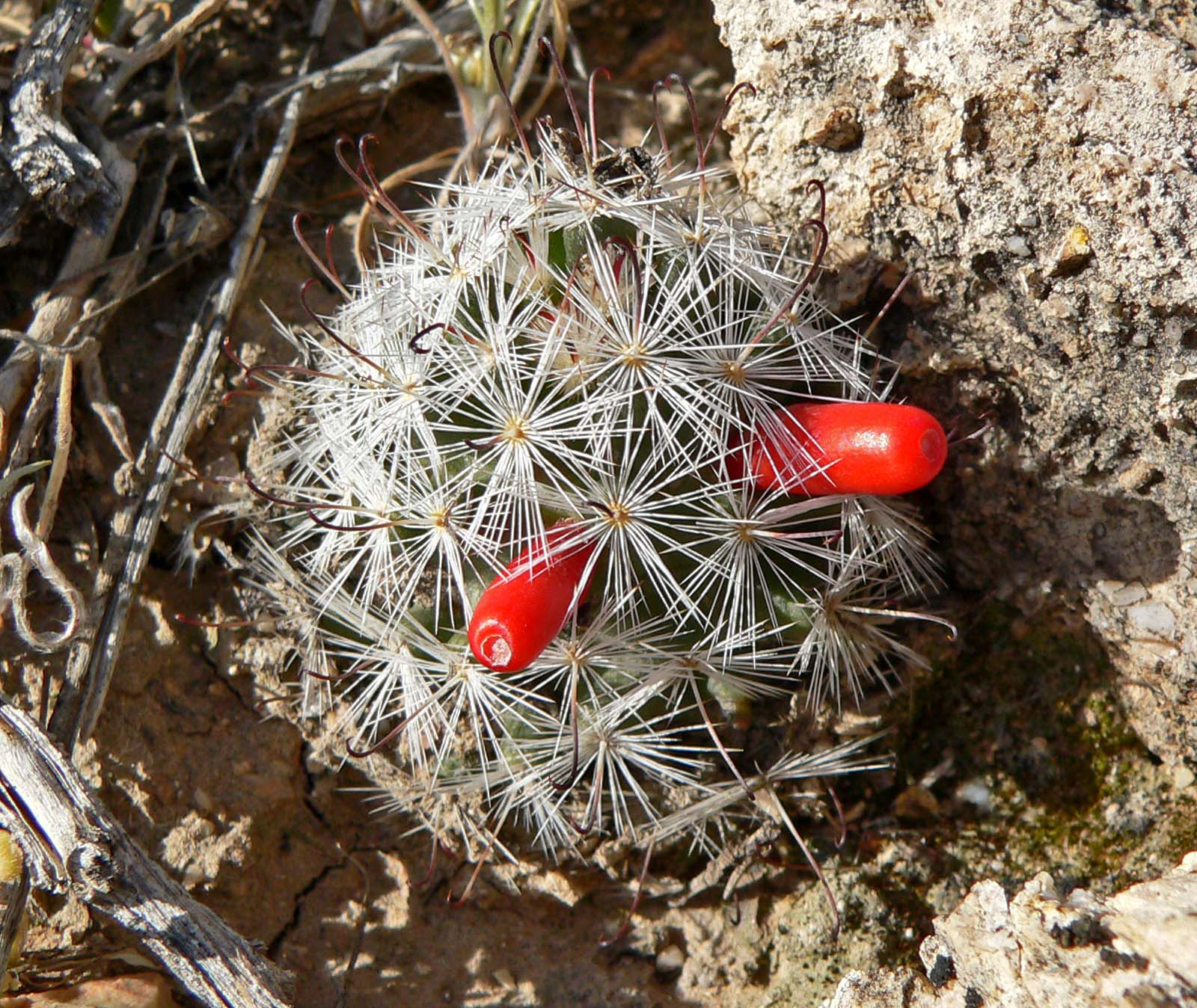
Mammillaria tetrancistra portant des fruits

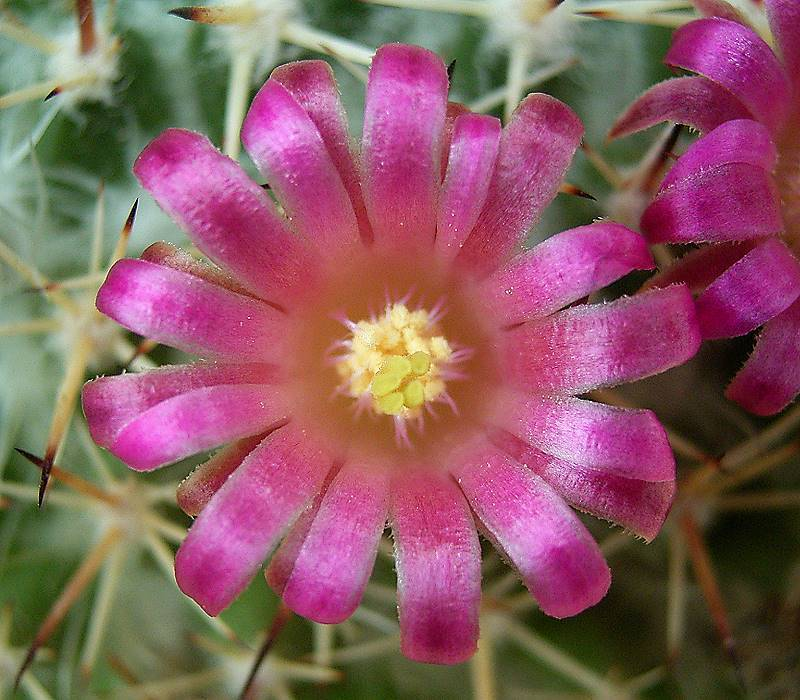
Mammillaria wiesingeri subsp. apamensis en fleur

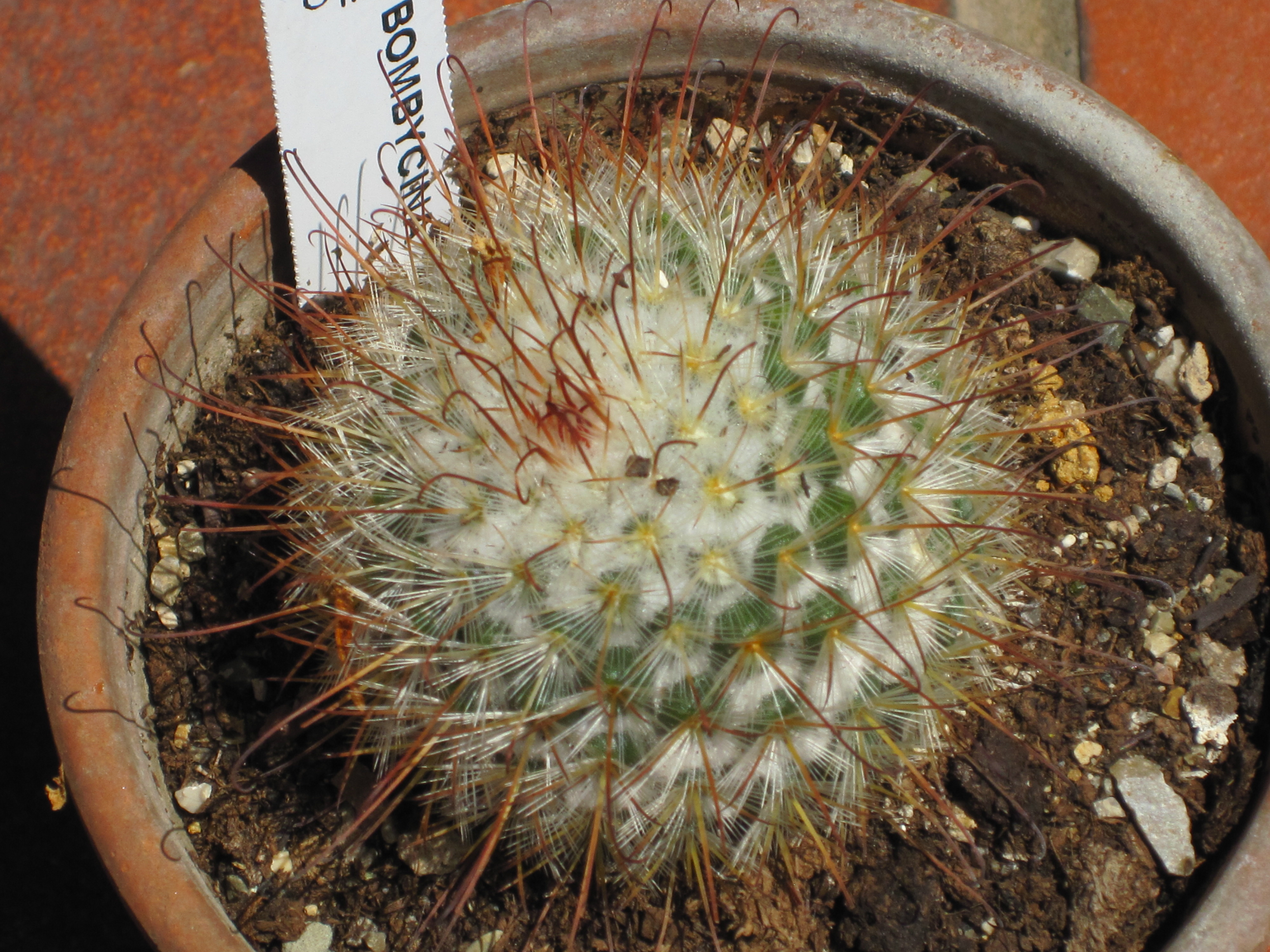
Mammillaria bombycina

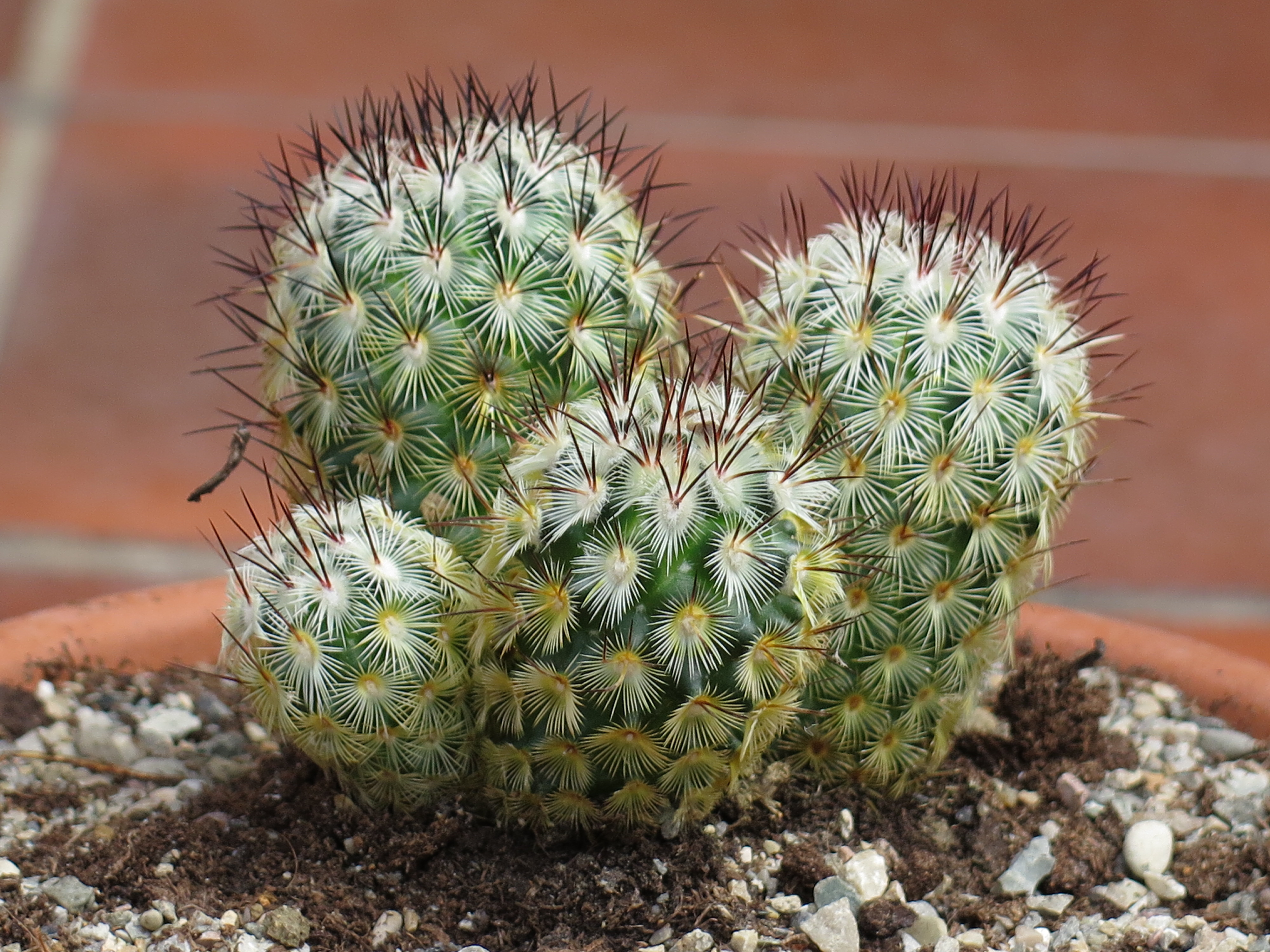
Mammillaria microhelia

- Mammillaria anniana Glass & R.C. Foster
- Mammillaria aurihamata Boed.
- Mammillaria backebergiana F.G.Buchenau
- Mammillaria barbata Engelm. - Cactus hameçon vert
- Mammillaria baumii Boed.
- Mammillaria berkiana A.B.Lau
- Mammillaria blossfeldiana Guillaumin
- Mammillaria bocasana Poselg.
  - Mammillaria bocasana 'multilanata' - Cactus poudrier
  - Mammillaria bocasana subsp. eschauzieri (J.M.Coult.) W.A.Fitz Maur. & B.Fitz Maur.
- Mammillaria bombycina Quehl - Pelote de soie
- Mammillaria boolii G.E.Linds.
- Mammillaria brachytrichion Lüthy

- Mammillaria carmenae Castañeda
- Mammillaria carnea Zucc. ex Pfeiff.
- Mammillaria celsiana Lem.
- Mammillaria centricirrha Lem.
- Mammillaria columbiana Salm-Dyck
- Mammillaria compressa DC.
- Mammillaria crinita DC. - Cactus pelote rose
- Mammillaria crocidata Lem.
- Mammillaria crucigera Mart.
- Mammillaria dawsonii (Houghton) R.T.Craig
- Mammillaria decipiens Scheidw.
- Mammillaria dioica K.Brandegee - Cactus framboise
- Mammillaria discolor Haw.
- Mammillaria dixanthocentron Backeb.
- Mammillaria duwei Rogoz. & Appenz.
- Mammillaria elongata DC. - Cactus doigts-de-fée
- Mammillaria fraileana (Britton & Rose) Boed.
- Mammillaria gasseriana Boed.
- Mammillaria geminispina Haw.
- Mammillaria gigantea Hildm. ex K.Schum.
- Mammillaria glassii R.A.Foster
- Mammillaria glochidiata Mart. - (espèce éteinte dans la nature)
- Mammillaria goodridgei Scheer
  - Mammillaria goodridgei var. goodridgei Scheer
  - Mammillaria goodridgei var. rectispina Dawson
- Mammillaria grahamii Engelm.
  - Mammillaria grahamii var. oliviae (Orcutt) L.D.Benson - Pitahayita
- Mammillaria grusonii Runge
- Mammillaria guelzowiana Werderm.
- Mammillaria guerreronis (Bravo) Boed.
- Mammillaria guillauminiana Backeb. - (espèce éteinte dans la nature)
- Mammillaria haageana Pfeiff.
- Mammillaria hahniana Werderm. - Cactus Old Lady
- Mammillaria hernandezii Glass & R.C.Foster
- Mammillaria herrerae Werderm.
- Mammillaria heyderi Muehlenpf.
- Mammillaria huitzilopochtli D.R.Hunt
- Mammillaria humboldtii Ehrenb.
- Mammillaria johnstonii (Britton & Rose) Orcutt
- Mammillaria karwinskiana Mart.
- Mammillaria klissingiana Boed.
- Mammillaria kraehenbuehlii (Krainz) Krainz
- Mammillaria krameri Muehlenpf.
- Mammillaria lasiacantha Engelm. - Cactus balle de golf
- Mammillaria laui D.R.Hunt
- Mammillaria lenta K.Brandegee
- Mammillaria longiflora (Britton & Rose) A.Berger
- * Mammillaria longimamma DC. - Cactus-doigt
  - Mammillaria longimamma var. sphaerica (A.Dietr.) L.D.Benson
- Mammillaria luethyi G.S.Hinton
- Mammillaria magnifica F.G.Buchenau
- Mammillaria mainiae K.Brandegee
- Mammillaria magnimamma Haw.
- Mammillaria mammillaris (L.) H.Karst.
- Mammillaria marcosii W.A.Fitz Maur., B.Fitz Maur. & Glass
- Mammillaria marksiana Krainz - Tête de vieillard
- Mammillaria mathildae Kraehenb. & Krainz
- Mammillaria matudae Bravo
- Mammillaria melaleuca Karw. ex Salm-Dyck
- Mammillaria melanocentra Poselger
- Mammillaria mercadensis Patoni
- Mammillaria microhelia Werderm.
- Mammillaria microthele Lem.
- Mammillaria muehlenpfordtii Foerster
- Mammillaria multidigitata W.T.Marshall ex Linds.
- Mammillaria mystax Mart.
- Mammillaria neopalmeri R.T.Craig
- Mammillaria nivosa Link ex Pfeiff. - Mammillaria laineuse
- Mammillaria nunezii (Britton & Rose) Orcutt
- Mammillaria obconella Scheidw.
- Mammillaria painteri Rose
- Mammillaria parkinsonii Ehrenb. - Yeux de hibou
- Mammillaria pectinifera F.A.C.Weber - Conchilinque
- Mammillaria pennispinosa Krainz
- Mammillaria perbella Hildm. ex K.Schum.
- Mammillaria perezdelarosae Bravo & Scheinvar
- Mammillaria petrophila K.Brandegee
- Mammillaria petterssonii Hildm.
- Mammillaria plumosa F.A.C.Weber
- Mammillaria polythele Mart.
- Mammillaria pondii Greene
- Mammillaria poselgeri Hildm.
- Mammillaria pottsii Scheer ex Salm-Dyck - Cactus queue de rat
- Mammillaria prolifera (Mill.) Haw.
- Mammillaria rekoi Vaupel
- Mammillaria rettigiana Boed.
- Mammillaria rhodantha Link & Otto - Cactus pelote arc-en-ciel
- Mammillaria saboae Glass
- Mammillaria sanchez-mejoradae Rodr.González
- Mammillaria sartorii J.A.Purpus
- Mammillaria schiedeana Ehrenb. ex Schltdl.
- Mammillaria schumannii Hildm.
- Mammillaria schwarzii Shurly
- Mammillaria sempervini Regel & Klein
- Mammillaria sheldonii (Britton & Rose) Boed.
- Mammillaria sonorensis R.T.Craig
- Mammillaria sphaerica A.Dietr.
- Mammillaria spinosissima Lem. - Tête d'irlandais
  - Mammillaria spinosissima subsp. pilcayensis (Bravo) D.R.Hunt
- Mammillaria standleyi (Britton & Rose) Orcutt
- Mammillaria stella-de-tacubaya Heese
- Mammillaria supertexta Mart. ex Pfeiff.
- Mammillaria surculosa Boed.
- Mammillaria tetrancistra Engelm.
- Mammillaria theresae Cutak
- Mammillaria thornberi Orcutt - Cactus pelote en grappes
- Mammillaria uncinata Zucc. ex Pfeiff.
- Mammillaria vetula Mart.
- Mammillaria viridiflora (Britton & Rose) Boed.
- Mammillaria voburnensis Scheer
- Mammillaria weingartiana Boed.
- Mammillaria wiesingeri Boed.
- Mammillaria winterae Boed.
- Mammillaria wrightii Engelm. - Cactus pelote marron
  - Mammillaria wrightii subsp. wilcoxii (Toumey ex K.Schum.) W.T.Marshall
- Mammillaria zeilmanniana Boed.

## Synonymes
| | |  |
| - Bartschella Britton & Rose - Cactus L. - Chilita Orcutt - Cochemia - Cochemiea (K.Brandegee) Walton - Dolichothele (K.Schum.) Britton & Rose - Ebnerella Buxb. - Haagea Fric - Krainzia Backeb. - Lactomammillaria Fric (nom invalide) - Leptocladia Buxb. | - Leptocladodia Buxb. - Mamillaria F.Rchb. (variation d'orthographe) - Mamillopsis (E.Morren) F.A.C.Weber ex Britton & Rose - Mammariella Shafer - Mammilaria Torr. & A.Gray (variation d'orthographe) - Neomammillaria Britton & Rose - Oehmea Buxb. - Phellosperma Britton & Rose - Porfiria Boed. - Pseudomammillaria Buxb. - Solisia Britton & Rose |  |

## Mode de culture

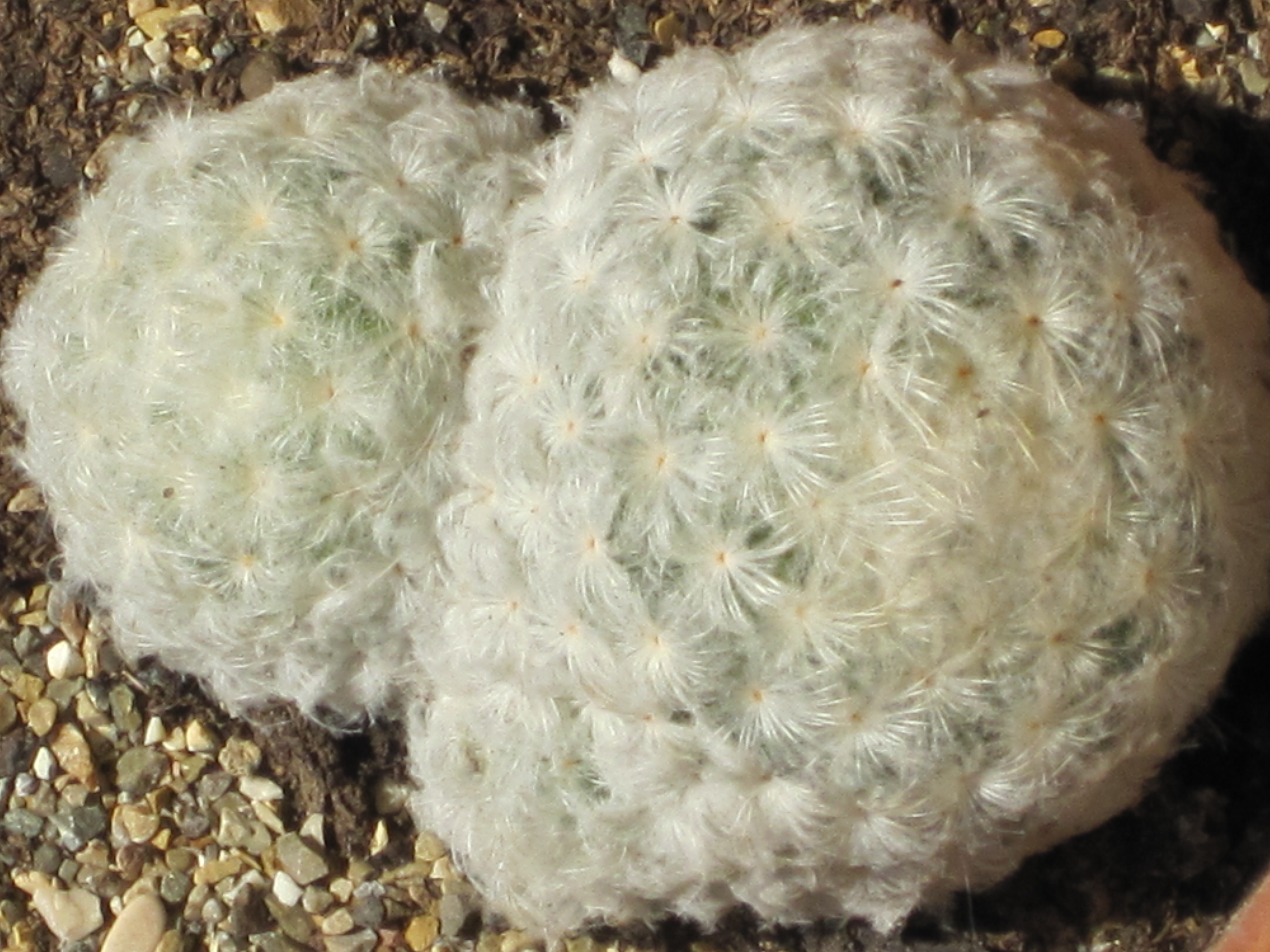
Mammillaria plumosa

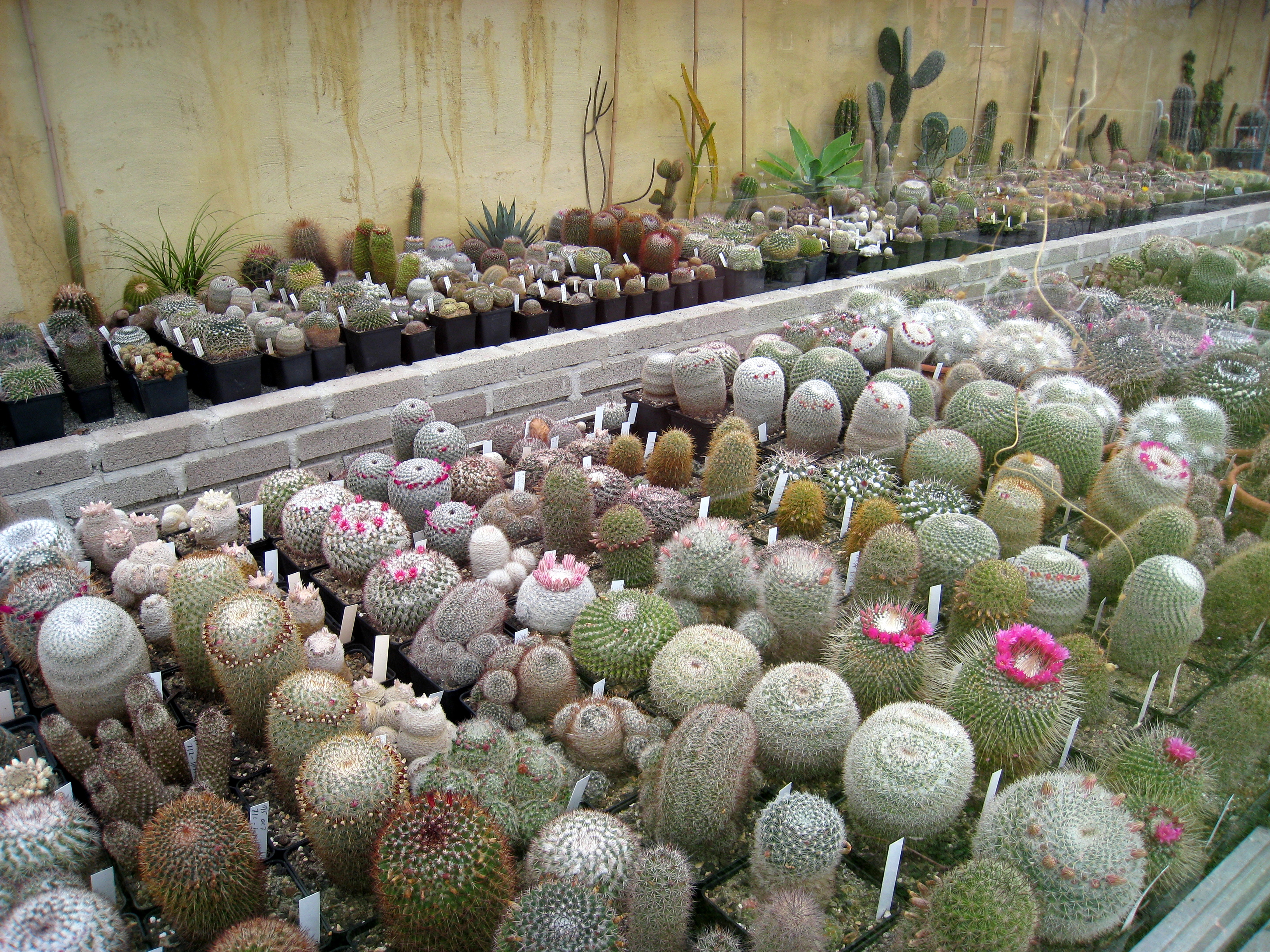
Spécimens de Mammillaria du jardin botanique de l'université d'Innsbruck.

Pour les espèces courantes, un substrat composé de 1/3 de terre, 1/3 de terreau et 1/3 d'éléments drainants convient parfaitement.
Pour les voir fleurir, offrez-leur une période de repos en hiver à une température de 3/5 °C durant laquelle ils ne recevront pas d'eau ou très peu. 
Cette période de repos va commencer entre fin début novembre et fin décembre, pour finir en avril / mai.
Lorsque les températures commencent à remonter au printemps, commencez à arroser et à augmenter la température, vos mammillarias recommenceront alors à pousser et/ou à fleurir s'ils sont assez vieux.